# Angebot & Nachfrage: Lieder von Brecht / Weill & Eisler
Angebot & Nachfrage: Lieder von Brecht / Weill & Eisler is een album van de Duitse zangeres Dagmar Krause uit 1986. Het album verscheen ook in het Engels als Supply and Demand: Songs by Brecht / Weill & Eisler. Op het soloalbum brengt ze liederen van de componisten Kurt Weill en Hanns Eisler met teksten van Bertolt Brecht.
De originele elpees bevatten telkens 16 nummers en werden uitgebracht bij Hannibal Records. Later verscheen ook een uitgave op cd met nummers van de Duitse en Engelse edities.

## Tracks

### Angebot & Nachfrage
1. "Angebot & Nachfrage (Song von der Ware)" (Brecht, Eisler) – 2:57
2. "Grabrede 1919" (Brecht, Weill) – 1:59
3. "Deutsche Miserere" (Brecht, Eisler) – 1:39
4. "O Falladah, Die du Hangest!" (Brecht, Eisler) – 2:41
5. "Alabama-Song" (Brecht, Weill) – 2:51
6. "Hollywood-Elegien" (Brecht, Eisler) – 2:55
7. "Surabaya Johnny" (Brecht, Weill) – 3:59
8. "Moritat (Ballade von Mackie Messer)" (Brecht, Weill) – 2:39
9. "Matrosen-Tango" (Brecht, Weill) – 3:57
10. "Die Ballade von der Höllenlili" (Brecht, Weill) – 2:25
11. "Das Lied von der Moldau" (Brecht, Eisler) – 1:40
12. "Im Gefängnis Zu Singen" (Brecht, Eisler) – 3:00
13. "Ostersonntag 1935" (Brecht, Eisler) – 1:24
14. "Zu Potsdam Unter den Eichen" (Brecht, Weill) – 2:22
15. "Der Song Von Mandelay" (Brecht, Weill) – 2:12
16. "Benares Song" (Brecht, Weill) – 3:52

### Supply and Demand
1. "Supply & Demand (The Trader's Song)" (Brecht, Eisler) – 2:57
2. "Epitaph 1919" (Brecht, Weill) – 1:59
3. "German Miserere" (Brecht, Eisler) – 1:39
4. "O Falladah, Die du Hangest!" (Brecht, Eisler) – 2:41
5. "Alabama Song" (Brecht, Weill) – 2:51
6. "Hollywood Elegies" (Brecht, Eisler) – 2:55
  - "This City Has Made Me Realise"
  - "You Find Gold"
  - "I Saw Many Friends"
7. "Surabaya Johnny" (Brecht, Weill) – 3:59
8. "Moritat (Ballade von Mackie Messer)" (Brecht, Weill) – 2:39
9. "Matrosen-Tango" (Brecht, Weill) – 3:57
10. "Lily of Hell" (Brecht, Weill) – 2:25
11. "Song of the Moldau" (Brecht, Eisler) – 1:40
12. "Pavel's Prison Song" (Brecht, Eisler) – 3:00
13. "Easter Sunday 1935" (Brecht, Eisler) – 1:24
14. "At Potsdam 'Unter den Eichen'" (Brecht, Weill) – 2:22
15. "Der Song von Mandelay" (Brecht, Weill) – 2:12
16. "Benares Song" (Brecht, Weill) – 3:52

### Supply and Demand(cd-uitgave)
1. "Song von der Ware (Supply & Demand)" (Brecht, Eisler) – 2:57
2. "Grabrede 1919 (Epitaph 1919)" (Brecht, Weill) – 1:59
3. "Deutsche Miserere (German Miserere)" (Brecht, Eisler) – 1:39
4. "O Faladah, Die du Hangest!" (Brecht, Eisler) – 2:41
5. "Alabama Song" (Brecht, Weill) – 2:51
6. "Hollywood Elegies" (Brecht, Eisler) – 2:56
  - "This City Has Made Me Realise"
  - "You Find Gold"
  - "I Saw Many Friends"
7. "Surabaya Johnny" (Brecht, Weill) – 3:59
8. "Moritat (Ballade Von Mackie Messer)" (Brecht, Weill) – 2:39
9. "Barbara Song" (Brecht, Weill) – 4:02
10. "Kannonensong (Cannon Song)" (Brecht, Weill) – 2:15
11. "Matrosen-Tango" (Brecht, Weill) – 3:57
12. "Die Ballade von der Höllenlili (Lily of Hell)" (Brecht, Weill) – 2:25
13. "Das Lied von der Moldau (Song of the Moldau)" (Brecht, Eisler) – 1:40
14. "Im Gefängnis Zu Singen" (Brecht, Eisler) – 3:00
15. "Ostersonntag 1935 (Easter Sunday 1935)" (Brecht, Eisler) – 1:24
16. "Zu Potsdam Unter den Eichen (At Potsdam 'Unter den Eichen')" (Brecht, Weill) – 2:22
17. "Der Song von Mandelay (Mandelay Song)" (Brecht, Weill) – 2:12
18. "Benares-Song" (Brecht, Weill) – 3:52
19. "Supply & Demand" (Brecht, Eisler) – 2:57
20. "Epitaph 1919" (Brecht, Weill) – 1:59
21. "German Miserere" (Brecht, Eisler) – 1:39
22. "Surabaya Johnny" (Brecht, Weill) – 3:59
23. "The Song of the Moldau" (Brecht, Eisler) – 1:40
24. "Pavel's Prison Song" (Brecht, Eisler) – 3:00
25. "Easter Sunday 1935" (Brecht, Eisler) – 1:24
26. "At Potsdam 'Unter den Eichen'" (Brecht, Weill) – 2:22

## Bezetting
- Dagmar Krause – zang
- Jack Emblow – accordeon
- Richard Thompson – akoestische gitaar, gitaar, banjo
- Danny Thompson – basgitaar
- David Newby – cello
- Joe Gallivan – percussie
- Jason Osborn – piano
- John Harle – altsaxofoon, sopraansaxofoon, klarinet, basklarinet
- Andy Findon – altsaxofoon, tenorsaxofoon, sopraansaxofoon, klarinet
- Paul Wickens – synthesizer
- Roger Williams – trombone, tuba
- Howard Evans – trompet
- Adrian Levine – viool